# Foreningen imod Lovbeskyttelse for Usædelighed
Foreningen imod Lovbeskyttelse for Usædelighed (FLU) var en förening i Danmark, grundad 1879.
Från 1815 infördes systemet med reglementerad prostitution i Köpenhamn av stadens myndigheter, där kvinnor som greps för prostitution tvingades registrera sig på en polisövervakad bordell och underkasta sig regelbundna tvångsundersökningar för sexuellt överförbara sjukdomar.  Denna verksamhet var först inofficiell eftersom prostitution var formellt förbjuden, men blev formellt reglerad 1863, och infördes i lagen 1874. 
Den stora sedlighetsskandalen i Köpenhamn 1895, där sedlighetspolisen visade sig vara korrupt och ha fungerat som hallickar och ha sexuellt utnyttjat sexarbetare, ledde till en allmän motvilja mot systemet och en kommission tillsattes som gjorde hallick- och bordellverksamhet straffbar och överförde makten från polisen till domstolen.
Foreningen imod Lovbeskyttelse for Usædelighed och kvinnorörelsen protesterade mot den reglementerade prostitutionen, vilket ledde till att bordellverksamhet förbjöds 1901, och den reglementerade prostitutionen 1906.